# バトラー (ペンシルベニア州)
バトラー（英: Butler）は、アメリカ合衆国ペンシルベニア州の都市。バトラー郡の郡庁所在地である。ピッツバーグの北56キロメートルにあり、ピッツバーグ都市圏に属している。人口は1万3502 人（2020年）。雑誌「スミソニアン」の2012年5月号では、「アメリカの優良な小さい町」の第7位に挙げられた。

## 歴史

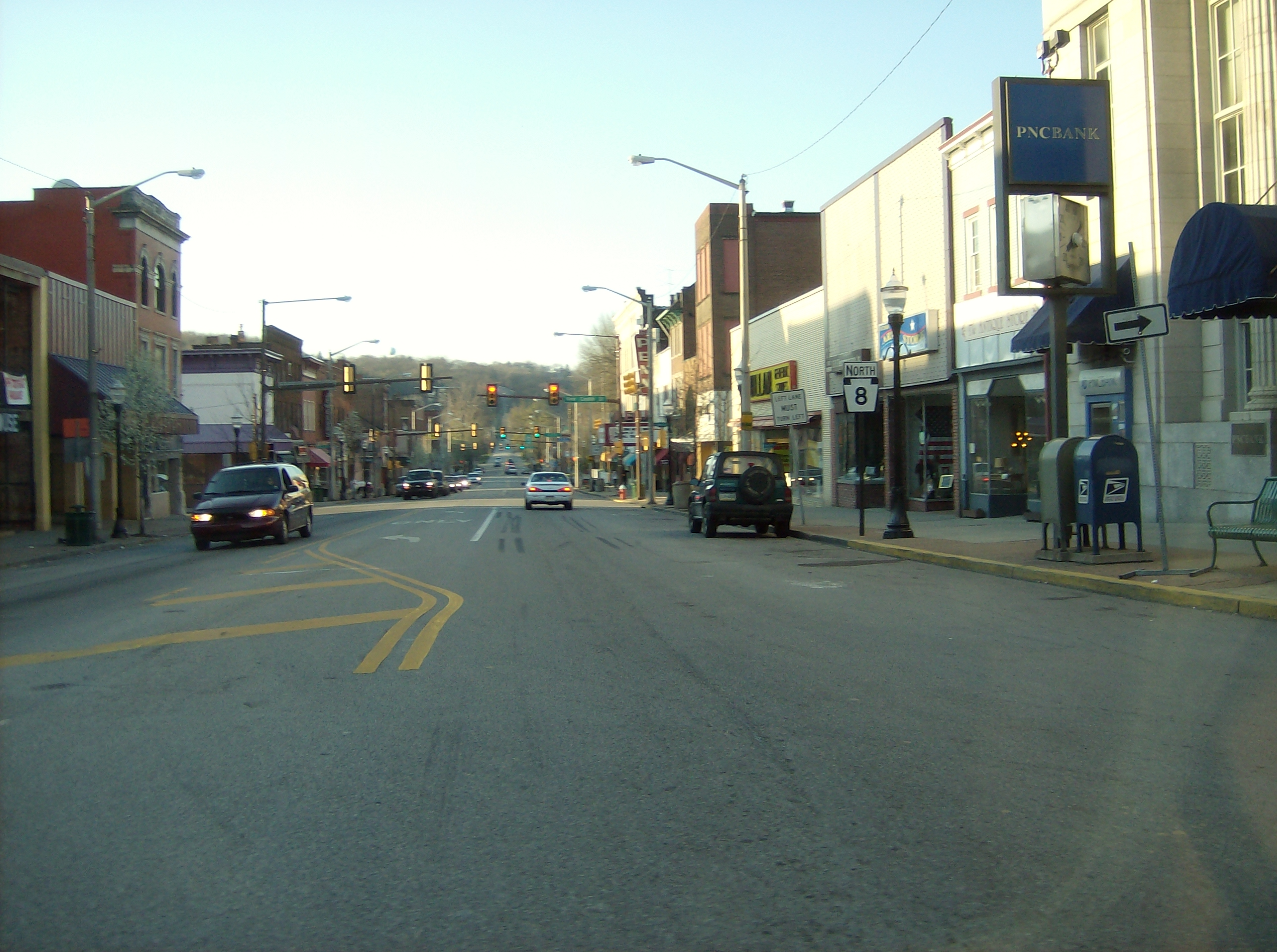
バトラー中心街

バトラーの名前はリチャード・バトラー少将から採られた。バトラーは1791年に現在のオハイオ州西部におけるウォバシュの戦い（別名セントクレアの敗北）で戦死した。
1803年、ジョンとサミュエルのカニンガム兄弟がバトラーの村初の開拓者になった。この兄弟は入植した後で、今後やってくる開拓者のために土地の区画配置を決めた。1817年、村はボロとして法人化された。初期の開拓者はアイルランド人やスコットランド人の子孫であり、コネチカット州から西に移って来ていた。1802年、ドイツ系移民が到着し始め、翌年にはジーリアノープルの町を設立した。1805年にジョージ・ラップが入って来た後、ハーモニーの町を設立し、より多くの開拓者がそれに続いた。1832年にはドイツからジョン・A・ローブリングがサクソンバーグに入植し、この頃には郡がドイツ系開拓者で溢れていた。
バトラーはその歴史の大半を通じて製造業の中心地だった。1902年、スタンダード・スティール・カー社がバトラーでその最大の鉄道車両製造施設を開設した。最初期の全て鋼製の車両が建造されたのもここだった。伝説的な投資家、美食家、宝石収集家のダイアモンド・ジム・ブラディが1902年にスタンダード・スティール・カー社を興したのもここであり、同社は1934年にプルマン・パレス・カー社と合併してプルマン・スタンダード社を作った。この会社は独占禁止法に触れて、政府から解体されることになった。プルマン・スタンダードの工場は1982年に閉鎖され、2005年には解体された。その跡地は現在小規模ショッピング・センターとなっており、新しいバトラー交通局のインターモーダル施設も入っている。2011年、バトラー交通局が元のプルマン・スタンダード工場の認識のために、バスターミナルに有蓋ばら積み用貨車を移した。この貨車は1974年にこの工場で建造されたものだった。
市内に本社を置いたもう1つの著名企業は、アメリカン・オースティン・カー社（1929年-1941年）だった。この会社は後にアメリカン・バンタム・カー社と名前を変えた。バンタムは1930年代を通じて小さく燃料効率の良い自動車の初期製造者だった。現在のジープはアメリカン・バンタムが創作したものであり、プロトタイプはバトラーの工場で製造された。大きな軍需産業はウィリスとフォードになり、バンタムの工場は第二次世界大戦で失敗した。今日、郡庁舎の通り向かいのプラザにある記念碑は、バンタムがジープを作ったことを記念するものである。
バトラー市にはフォード・モーターの最初期のディーラーが1918年に設立され、現在も残っている。
バトラーに本社があり、自動車産業に関連があったのがレインボー・ラバー社であり、1930年代後半には多くのゴム製玩具と並んで、オールズモビルの精密な模型である「ラバートイ」を作った。
1950年代、横断歩道にベルを設置した最初期の都市となり、今日まで続いている。
バトラーはマーズの町を経由してピッツバーグと結びついており、1907年、ピッツバーグ・アンド・バトラー路面鉄道、1908年にはピッツバーグ・ハーモニー・バトラー・アンド・ニューキャッスル鉄道でエバンスシティまで、都市間トロリー鉄道が敷かれた。マーズの路線は1931年4月に廃線となり、エバンスシティ線も1931年8月15日に廃止された。トロリー鉄道はバスに置き換わった。
2024年7月13日、前大統領のドナルド・トランプが市内を訪れて演説している最中、銃撃を受ける事件が発生（ドナルド・トランプ暗殺未遂事件）。聴衆1人が死亡、トランプも負傷した。

## 地理
アメリカ合衆国国勢調査局に拠れば、市域全面積は2.7平方マイル (7.0 km2)であり、全て陸地である。
市内を流れるコノケネッシング・クリークは2000年に国内で2番目に汚染度の強い水路に挙げられた。

## 人口動態
以下は2000年国勢調査による人口統計データである。
| 基礎データ - 人口: 15,121 人 - 世帯数: 6,740 世帯 - 家族数: 3,626 家族 - 人口密度: 2,170.4人/km2（5,611.3 人/mi2） - 住居数: 7,402 軒 - 住居密度: 1,062.4軒/km2（2,746.8 軒/mi2） 人種別人口構成 - 白人: 93.6% - アフリカン・アメリカン: 2.7% - ネイティブ・アメリカン: 0.2% - アジア人: 0.5% - その他の人種: 0.52% - 混血: 1.14% - ヒスパニック・ラテン系: 4.88% 年齢別人口構成 - 18歳未満: 23.7% - 18-24歳: 9.7% - 25-44歳: 30.3% - 45-64歳: 20.2% - 65歳以上: 16.1% - 年齢の中央値: 36歳 - 性比（女性100人あたり男性の人口） - 総人口: 88.1 - 18歳以上: 83.9 | 世帯と家族（対世帯数） - 18歳未満の子供がいる: 26.8% - 結婚・同居している夫婦: 35.0% - 未婚・離婚・死別女性が世帯主: 14.4% - 非家族世帯: 46.2% - 単身世帯: 40.7% - 65歳以上の老人1人暮らし: 16.3% - 平均構成人数 - 世帯: 2.18人 - 家族: 2.96人 収入と家計 - 収入の中央値 - 世帯: 25,154米ドル - 家族: 35,893米ドル - 性別 - 男性: 30,607米ドル - 女性: 20,950米ドル - 人口1人あたり収入: 16,457米ドル - 貧困線以下 - 対人口: 19.1% - 対家族数: 14.7% - 18歳未満: 26.8% - 65歳以上: 14.5% |

## 経済
バトラー市の主要雇用主は以下の通りである。
- AK スティール
- アームストロング・グループ
- ペン・ユナイテッド・テクノロジーズ
- VA バトラー・ヘルスケア
- バトラー地域教育学区
- バトラー・ヘルス・システム

## 見どころ

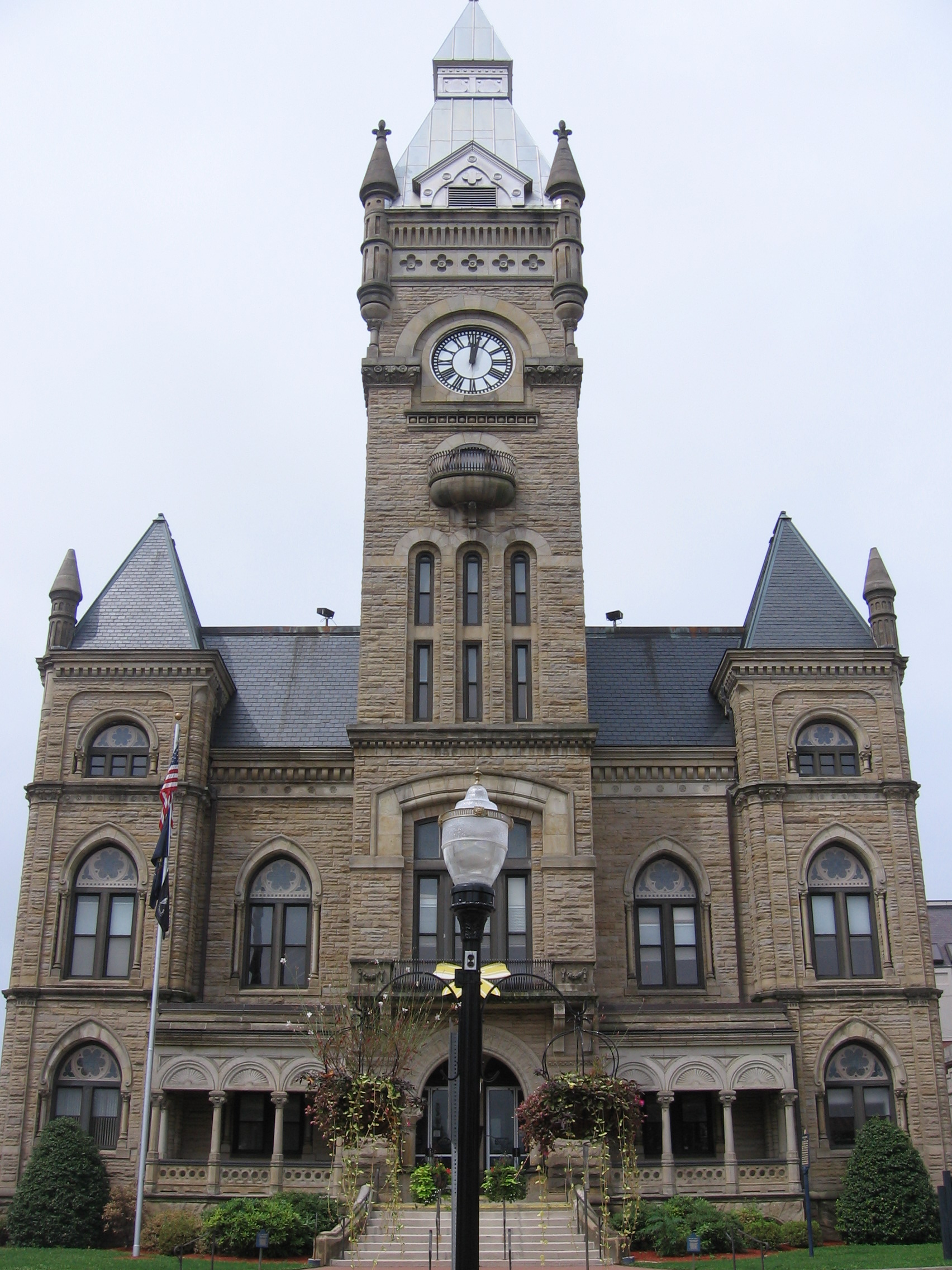
バトラー郡庁舎

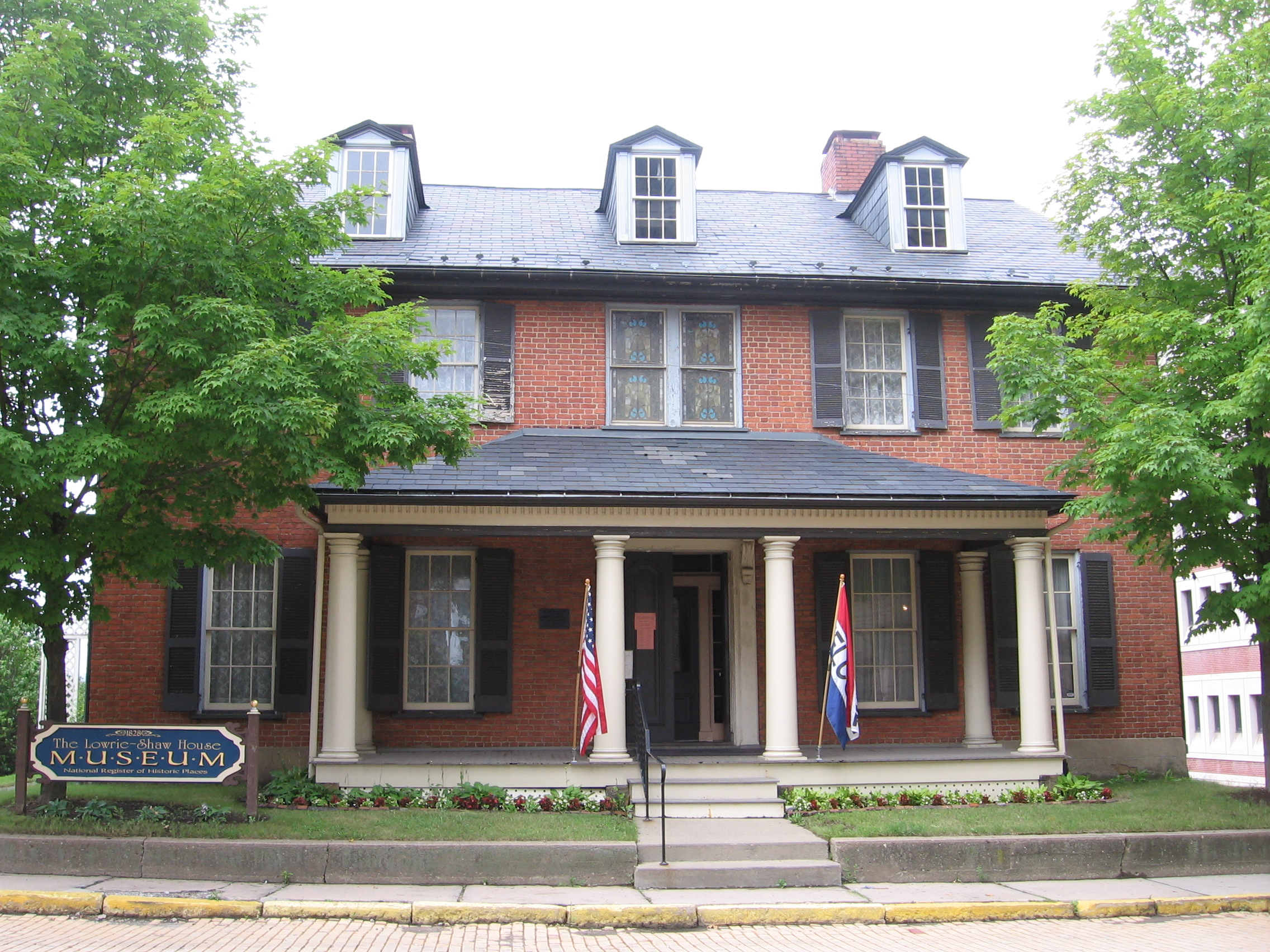
ウォルター・ローリー上院議員邸

- バトラー郡庁舎は市の中心部にある政府と司法の建物である。この建物はアメリカ合衆国国家歴史登録財に指定されている。郡庁舎から通り向かいにある広場には、戦争の記念碑など多くの興味あるものがある
- ウォルター・ローリー上院議員邸は、ペンシルベニア州選出アメリカ合衆国上院議員ウォルター・ローリーの家屋であり、1828年に建設された。現在は博物館となり、バトラー郡歴史協会の本部になっている。アメリカ合衆国国家歴史登録財に指定されている。
- マリドン博物館[12]は中心街にあり、ペンシルベニア州西部で中国と日本の芸術と文化に焦点を当てていることでは唯一の博物館となっている。
- ケリー自動車公園（2014年まではプルマン公園）は、1934年に建設され、20年間はマイナーリーグ野球チームの本拠地に使われていた。ピッツバーグ・パイレーツの傘下チームが1951年に町から離れた。野球場として、ルー・ゲーリッグ、ホワイティー・フォード、ジョー・ディマジオなどニューヨーク・ヤンキースのファームチームでプレイしていた者達がここで試合を行った。2008年に再建され、スタジアムはバトラー・ブルーソックスの本拠地になっている。

## 地区
- インスティテュート・ヒル
- ジ・アイランド
- サウスサイド
- ノースバトラー
- ザ・ブールバード
- ウェストエンド
- サウスヒルズ

## 教育
- バトラー地域教育学区
- アレゲニー＝クラリオンバレー合同教育学区
- フリーポート地域教育学区
- カーンズシティ地域教育学区
- マーズ地域教育学区
- モニトー教育学区
- スリッパリーロック地域教育学区
- 南バトラー郡教育学区
- セネカバレー教育学区
- 教育学区地域職業技術訓練校
- 教育学区コミュニティカレッジ
- スリッパリーロック大学ペンシルベニア校

## 文化
歴史あるバトラー・リトル劇場で地元の演劇人が演劇の公演を行っており、1941年から続いている。ミュージカル・シアター・ギルドも毎年ミュージカルを公演している。2012年、ホブノブ劇団がチャールズ・ディケンズの『クリスマスキャロル』など幾つかの劇の公演を始めた。
地元出身の作家が周辺地域を舞台にする小説などを著している。ステュワート・オーナンの小説『Snow Angels』はバトラーが舞台であり、パイレーツ・アレイ・フォークナー賞を受賞した。
バトラーにはバトラー郡シンフォニー協会があり、バトラー中間高校公会堂を公演会場にしている。市内には多くの芸術集団もある。バトラー郡芸術家協会やバトラー芸術委員会がその例であり、地元芸術家が幾つか壁画を描いたりしている。

## レジャー
バトラー・ロードレースは、5マイル (8 km) と2マイル (3.2 km) の競走であり、毎年6月に開催され、地元生徒の奨学金を集めている。
バトラー秋祭りは毎年9月に開催され、車の展示会、民族料理、多様な文化の出し物が展示される。

## スポーツ
- バトラー・ブルーソックス - 大学夏季野球リーグのプロスペクト・リーグに所属
- バトラー郡ベアーズ[17] - ハートランド・フットボール・リーグ[18]に所属
- バトラー地域ソフトボール・リーグ
- バトラー・スポーツリーグ

## 交通

### 空港

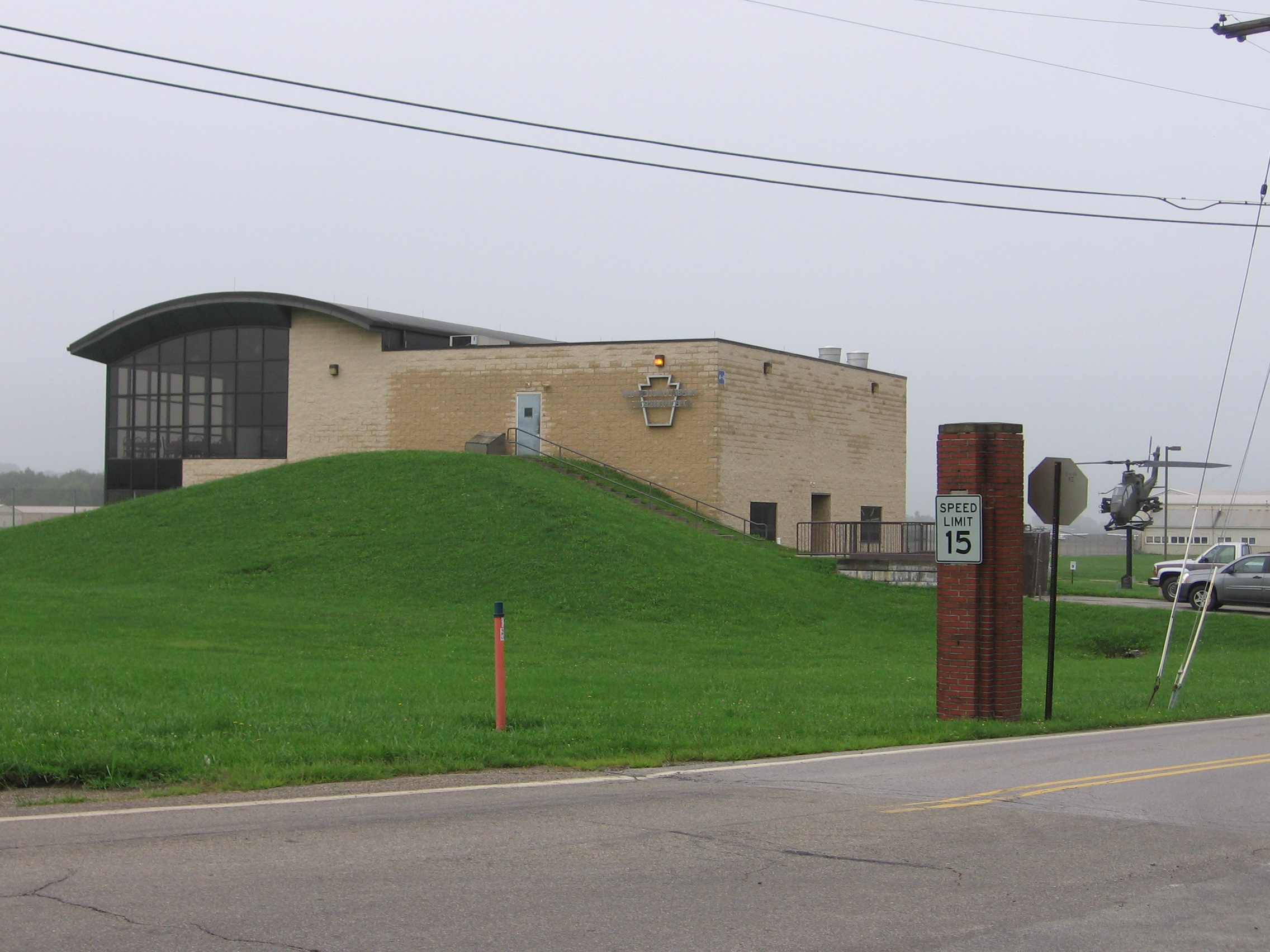
バトラー郡空港ターミナルビル

市外に空港が2つある。バトラー郡空港は一般用途空港であり、企業用ジェット機など大型機も取り扱える。バトラー・ファームショー空港は、地域の小さな個人用飛行機を持つパイロットが使っている。

### 大量輸送機関
バトラー交通局が「ザ・バス」と呼ぶバス便を運行している。

### 鉄道
2つの鉄道会社がバトラーで貨物便を運行している。カナディアン・ナショナル鉄道が所有するベッセマー・アンド・レイクエリー鉄道の本線が市内を通り、バッファロー・アンド・ピッツバーグ鉄道が地方便を運行している。市域の直ぐ外に大型の機関車庫を所有している。

### 道路
市内とその近辺を5本の幹線道が通り、西ペンシルベニア全体への接続を行っている。ペンシルベニア州道38号線の南端はアメリカ国道422号線がある市の北部にある。この国道422号線は市の北をバトラー・バイパスとなって回っている。ペンシルベニア州道68号線と同356号線が真っ直ぐ中心街に入り、州道8号線、すなわちメインストリートと交差する。

## メディア
- WBUT - AMラジオ局
- WISR - AMラジオ局
- WLER-FM - FMラジオ局
- 「バトラー・イーグル」 - 日刊紙[19]
- インサイド・バトラーカウンティ[20]
- バトラー郡 PA 911 ノーティフィケーションズ[21]

## 著名な出身者

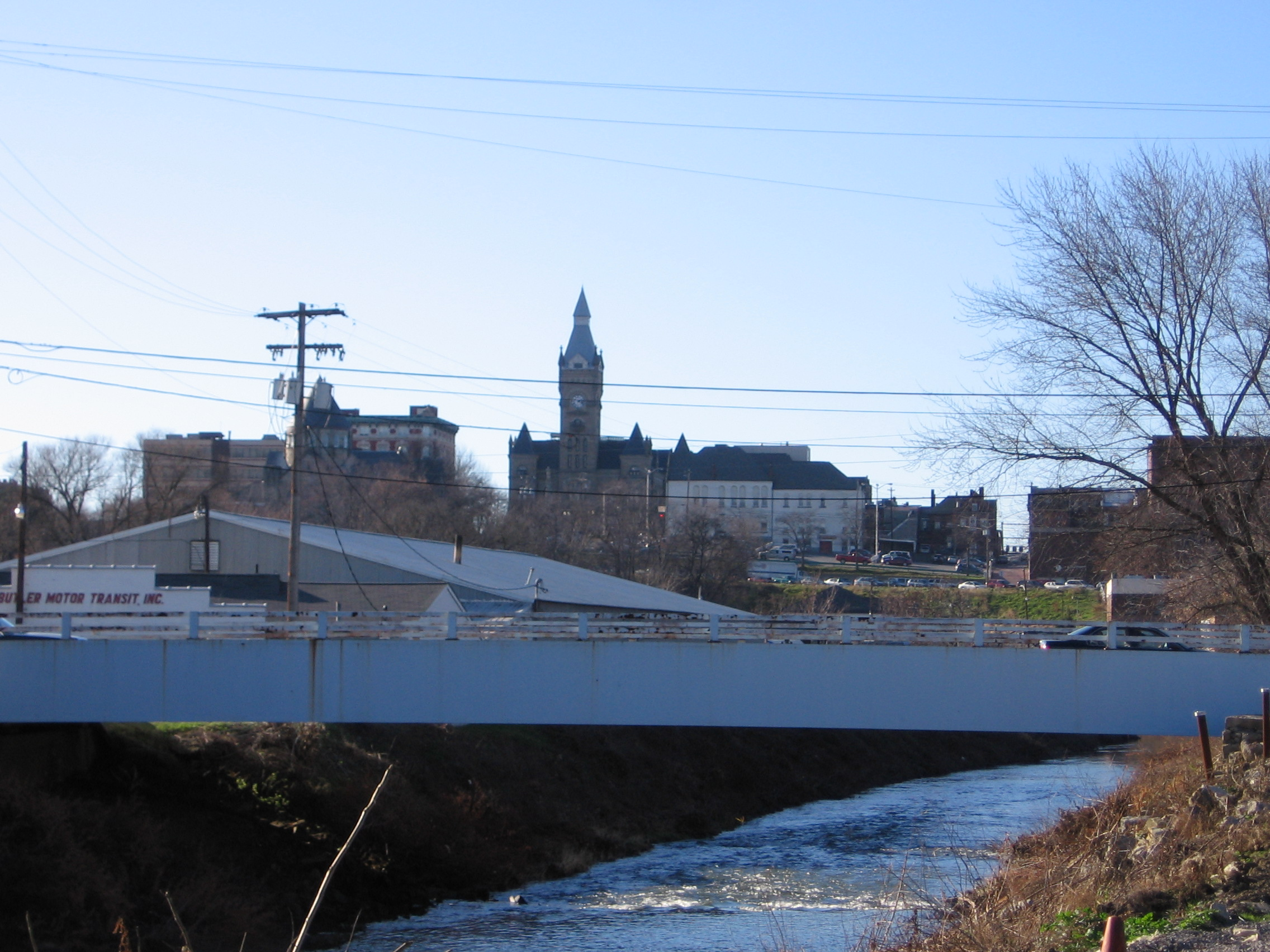
コノクネッシング・クリーク

- マット・クレメント - メジャーリーグベースボール選手、ボストン・レッドソックス他、オールスターに出場
- バーバラ・フェルドン - 映画とテレビの女優、テレビ番組『それ行けスマート』のエージェント99で出演、バトラー生まれ
- カリル・グリーン - メジャーリーグベースボール選手、セントルイス・カージナルス、バトラー生まれ
- ジョナサン・グリーナート - 海軍大将、アメリカ海軍作戦部長
- ドン・ケリー - メジャーリーグベースボール選手、デトロイト・タイガース
- ブレット・マイケルズ - ミュージシャン、ロックバンドポイズンのボーカル、バトラーで生まれ、メカニクスビルで育った
- ウィリアム・J・ペリー - 政治家、ビル・クリントン政権でアメリカ合衆国国防長官（1994年–1997年）、バンダーグリット生まれ、バトラー高校を1945年に卒業した
- リック・サントラム - 政治家、元ペンシルベニア州選出アメリカ国道上院議員、幼少期をバトラーで過ごした、大統領候補